# Louvilliers-lès-Perche
Louvilliers-lès-Perche è un comune francese di 158 abitanti situato nel dipartimento dell'Eure-et-Loir nella regione del Centro-Valle della Loira.

## Società

### Evoluzione demografica
Abitanti censiti